# Hans von Seeckt

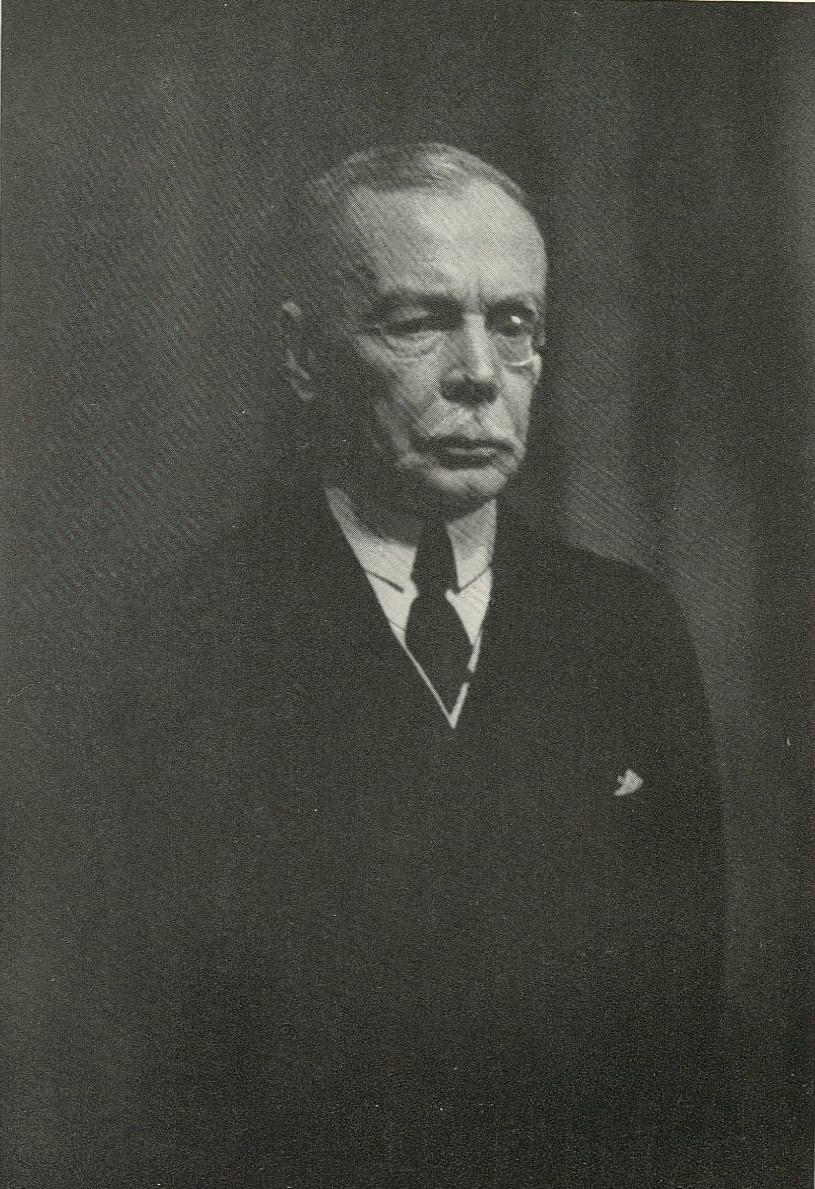
Hans von Seeckt, Foto von Erich Salomon im Buch Berühmte Zeitgenossen in unbewachten Augenblicken, 1931

Johannes Friedrich Leopold von Seeckt (* 22. April 1866 in Schleswig; † 27. Dezember 1936 in Berlin) war ein deutscher Generaloberst und von 1920 bis 1926 Chef der Heeresleitung der Reichswehr. Er war außerdem von 1930 bis 1932 Mitglied des Reichstages und hielt sich zwischen 1933 und 1935 mehrere Male in der Republik China als Militärberater von General Chiang Kai-shek auf.

## Frühe Jahre
Hans war das dritte Kind des späteren preußischen Generals der Infanterie Richard von Seeckt (1833–1909) und dessen Ehefrau Auguste.

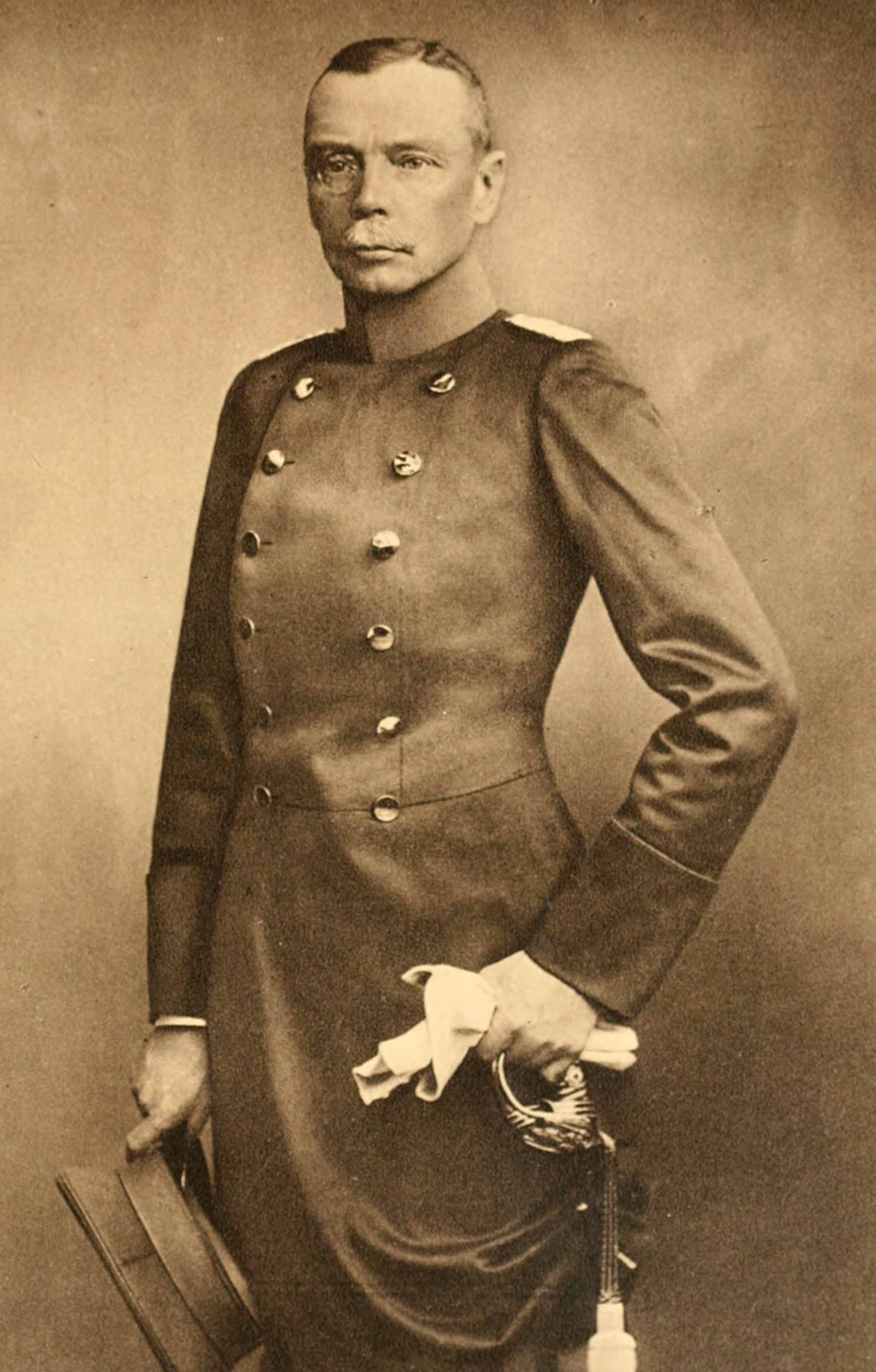
Hans von Seeckt als Hauptmann im Generalstab in der Vorkriegszeit

Nach dem Abitur trat Seeckt 1885 in das Kaiser Alexander Garde-Grenadier-Regiment Nr. 1 der Preußischen Armee ein und durchlief eine steile militärische Karriere. Von 1893 bis 1896 absolvierte er die Generalstabsausbildung an der Kriegsakademie, die er als einer der Jahrgangsbesten abschloss.

## Erster Weltkrieg

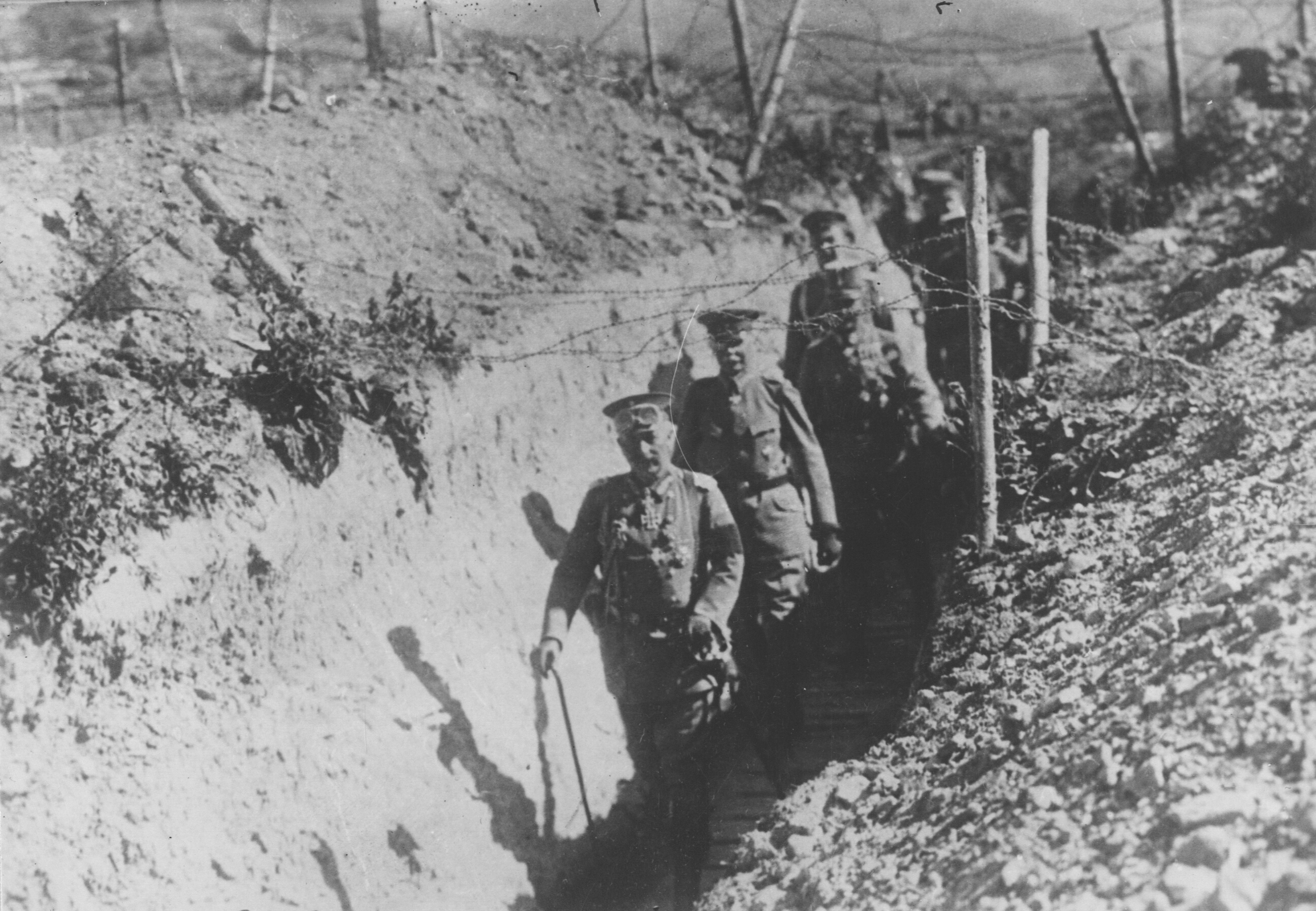
Hans von Seeckt (hinter Kaiser Wilhelm II.) im April 1918 an der Westfront (Erster Weltkrieg)

Den Beginn des Ersten Weltkriegs erlebte von Seeckt als Oberstleutnant und Chef des Generalstabs des III. Armee-Korps, mit dem er zunächst an der Westfront eingesetzt war. Im Januar 1915 als Oberst, wurde von Seeckt zwei Monate darauf Chef des Generalstabs der an der Ostfront neuaufgestellten 11. Armee. Mit seinem Oberbefehlshaber August von Mackensen gilt von Seeckt als Architekt des strategisch wichtigen Sieges von Gorlice-Tarnów, wofür er den Pour-le-Mérite-Orden erhielt. Im Juni 1915 wurde er auf Veranlassung von Mackensens durch Wilhelm II. außer der Reihe zum Generalmajor befördert. Von Seeckt blieb von Mackensens Stabschef in der unter diesem gebildeten Heeresgruppe sowie bei dessen Feldzug gegen Serbien im Herbst 1915. Seine Leistungen brachten ihm das Eichenlaub zum Pour le Mérite ein.
Während der russischen Brussilow-Offensive im Jahre 1916 diente von Seeckt zeitweilig als Stabschef der k.u.k. 7. Armee unter Karl von Pflanzer-Baltin und später der k.u.k. Heeresfront Erzherzog Karl bzw. Erzherzog Joseph. Im Dezember 1917 wurde er als Nachfolger von Friedrich Bronsart von Schellendorf oberster deutscher Berater und De-facto-Generalstabschef der osmanischen Armee unter Kriegsminister Enver Pascha. In dieser Funktion diente er bis zum Waffenstillstand von Moudros.

## Reichswehr

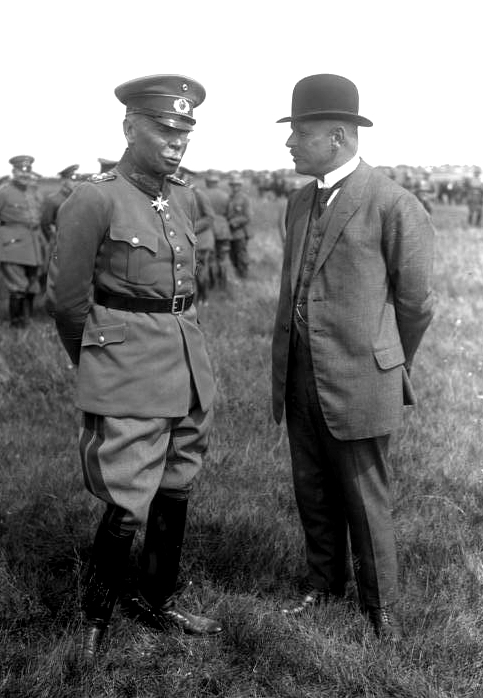
Generaloberst von Seeckt (links), mit Reichswehrminister Otto Geßler, 1926

Nach dem Krieg war Seeckt zeitweilig Chef des Generalstabs des Armeeoberkommandos Nord im Grenzschutz Ost und ab April 1919 Leiter der militärischen Sachverständigenkommission bei der deutschen Friedensdelegation zum Vertrag von Versailles. Am 1. Oktober 1919 wurde er erster Chef des neugebildeten Truppenamtes (eine Tarnbezeichnung für den im Versailler Vertrag verbotenen Generalstab). Während des Kapp-Putsches 1920 riet Seeckt davon ab, die Reichswehr zur Niederschlagung des gegen die demokratische Weimarer Republik gerichteten Putsches einzusetzen („Reichswehr schießt nicht auf Reichswehr“ / „Truppe schießt nicht auf Truppe“). Dennoch wurde er nach dem Scheitern des Putschversuchs und dem Rücktritt Walther Reinhardts, am 27. März 1920, zu dessen Nachfolger als Chef der Heeresleitung ernannt. Im Juni des Jahres erhielt von Seeckt die Beförderung zum Generalleutnant, am 18. Dezember 1920 dann jene zum General der Infanterie. Damit war von Seeckt innerhalb von knapp acht Jahren von einem „namenlosen“ Oberstleutnant zu dem Mann an der Spitze der Militärhierarchie aufgestiegen.
Angesichts der chaotischen politischen Verhältnisse der Weimarer Republik entwickelte Seeckt das Konzept der Überparteilichkeit der Reichswehr. Damit war er entscheidend verantwortlich für die Ausbildung der Reichswehr als Staat im Staate. Die Haltung von Seeckts wird durch ein Gespräch zwischen Reichspräsident Friedrich Ebert und Seeckt illustriert. Auf die Frage Eberts, wo die Reichswehr stehe, antwortete Seeckt: „Die Reichswehr steht hinter mir“ und auf die Frage, ob die Reichswehr zuverlässig sei: „Ob sie zuverlässig ist, weiß ich nicht, aber mir gehorcht sie!“ Außenpolitisch befürwortete Seeckt ein Bündnis mit der Sowjetunion, um Polen wieder zu teilen und eine Revanche gegen Frankreich einzuleiten.
Seeckt nahm der Republik gegenüber eine ambivalente Stellung ein. Er äußerte dabei deutliche Sympathie für konservative Republikgegner von rechts, positionierte sich aber gegen den Nationalsozialismus. Adolf Hitler begegnete er erstmals am 11. März 1923 in München. Später sagte er hierzu: „Im Ziel waren wir uns einig; nur in den Wegen dorthin unterschieden wir uns.“
Seeckts Haltung wurde auf die Probe gestellt, als Reichspräsident Friedrich Ebert ihm am 8. November 1923 im Vorfeld des Hitler-Ludendorff-Putsches die oberste Exekutivgewalt zur Sicherung des Reiches gegen innere Unruhen übertrug. Seeckt befürwortete nun ein rasches Vorgehen gegen den Putschversuch. Seine im Vergleich zum Kapp-Putsch veränderte Haltung hing auch mit der Rolle des bayerischen Reichswehrbefehlshabers Otto von Lossow zusammen, der sich mit seinen bayrischen Reichswehreinheiten den Befehlen der Reichsregierung (Stresemann, von Seeckt) entzogen hatte und von den Putschisten in München als neuer Reichswehrminister vorgesehen war. Allerdings wurde der „Hitlerputsch“ bereits nach einem Tag von der bayerischen Polizei niedergeschlagen. Die Reichswehr konnte auch den kommunistischen Putschversuch in Sachsen im Oktober 1923 (Deutscher Oktober) niederschlagen. Seeckt hatte seine Sondervollmachten bis zum 28. Februar 1924 inne und ließ die NSDAP, die KPD und die Deutschvölkische Freiheitspartei verbieten.
Seeckt betonte in der Ausbildung der Reichswehr Verantwortungsfreudigkeit, Initiative, und Führen durch Auftrag. Im Zentrum seiner Truppenausbildung standen das Gefecht der verbundenen Waffen und der Bewegungskrieg mit besonderer Betonung von Flankenangriffen. Seeckts Ausbildungsgrundsätze waren eine wesentliche Grundlage der Erfolge der späteren Wehrmacht im Zweiten Weltkrieg.
Ein detailliertes Aufrüstungskonzept für die Reichswehr bis zu einer Truppenstärke, die der zu Beginn des Zweiten Weltkrieges entsprach, der sogenannte „Große Plan“ von 1925, wurde in Seeckts Auftrag unter strengsten Geheimhaltungsvorkehrungen ausgearbeitet. Bekannt ist auch sein ironisches Memorandum von 1925, der sogenannte „Hufnagelerlass“ (RH 1/85), in dem er sich gegen eine zunehmende Bürokratisierung der Heeresleitung wandte.
Der britische Historiker John Wheeler-Bennett charakterisierte Seeckts Wirken an der Spitze der Reichswehr folgendermaßen:

„Der Name Hans v. Seeckt ist in den Annalen deutscher militärischer Größe neben denen Moltkes, Roons und Schlieffens verzeichnet. Wie Moltke gestaltete er aus sehr geringen Anfängen die Militärmaschine nach Form und Guß neu. Wie Schlieffen blickte er in die Zukunft und sann über Entwürfen für den Tag, von dem er nicht genau voraussehen konnte, wann er kommen würde. Wie Moltke und Schlieffen hinterließ er das Heer stärker und schlagkräftiger als er es vorgefunden hatte. Während jedoch Moltke und Schlieffen bei ihren Berechnungen auf der ruhigen Sicherheit fußen konnten, wie Siege und allgemeiner Wohlstand sie verliehen, war Seeckt wie Gneisenau und Scharnhorst gezwungen, aus der Asche der Niederlage aufzubauen. … Sein Genie äußerte sich nicht in der Aufstellung großer Armeen, sondern in der Erschaffung eines militärischen Mikrokosmos, der bis in die letzte Einzelheit in sich vollkommen war, im gegebenen Augenblick aber unbegrenzt vergrößert werden konnte.“

Seeckt plante, beim Ende der Amtszeit Eberts selbst für das Amt des Reichspräsidenten zu kandidieren, und ließ dazu von seinen Mitarbeitern, darunter Kurt von Schleicher, Vorbereitungen treffen. Eberts frühzeitiger Tod am 28. Februar 1925 verhinderte diesen Plan jedoch, da die Vorbereitungszeit nach Schleichers Ansicht noch nicht ausgereicht hatte. Nachdem er noch am 1. Januar 1926 zum Generaloberst und damit zum ranghöchsten Soldaten der Reichswehr ernannt worden war, erhielt er am 1. Oktober 1926 seine Entlassung. Reichskanzler Wilhelm Marx reagierte mit diesem Schritt auf einen Wunsch des Reichswehrministers Otto Geßler. Den äußeren Anlass geliefert hatte die von Seeckt ohne Absprache mit Geßler genehmigte Teilnahme des Prinzen Wilhelm von Preußen – des ältesten Sohns des Hohenzollern-Kronprinzen – an einem Manöver des Infanterieregiments Nr. 9 der Reichswehr. Ironischerweise wurde von Seeckt mit seiner Entlassung die Erlaubnis zum Tragen der Uniform des besagten Regiments erteilt, mit den Generalsabzeichen, am Kragen aber die Offiziersdoppellitzen statt Larisch-Stickerei. Die 9. und 12. Kompanie des Reichswehrregiments Nr. 9 waren die Traditionsträger des Kaiser Alexander Garde-Grenadier-Regiment Nr. 1, dem von Seeckt einst angehört hatte.

## Zivile Tätigkeiten
Um Seeckt, Walter Simons und Wilhelm Solf gründete sich 1922 der Kulturzirkel SeSiSo-Club, der in regelmäßigen Abständen kulturelle Veranstaltungen für das liberale Bildungsbürgertum im Berliner Hotel Kaiserhof veranstaltete. Viele der ehemaligen Angehörigen des SeSiSo-Clubs bildeten später den Solf-Kreis, eine Widerstandsgruppe gegen den Nationalsozialismus.
Darüber hinaus war Seeckt Mitglied der Deutschen Gesellschaft 1914, die sich unter dem Vorsitz von Solf das Zusammenbringen von Angehörigen unterschiedlicher politischer Richtungen und den kulturellen und politischen Austausch im Geiste der Aufklärung und des Humanismus zur Aufgabe gemacht hatte.
Seeckt zog nach der Reichstagswahl am 14. September 1930 für die Deutsche Volkspartei (DVP) im Wahlkreis 10 (Magdeburg) in den Reichstag ein, dem er bis Juli 1932 angehörte (siehe auch Liste der Reichstagsabgeordneten der Weimarer Republik).

## Spätere Jahre

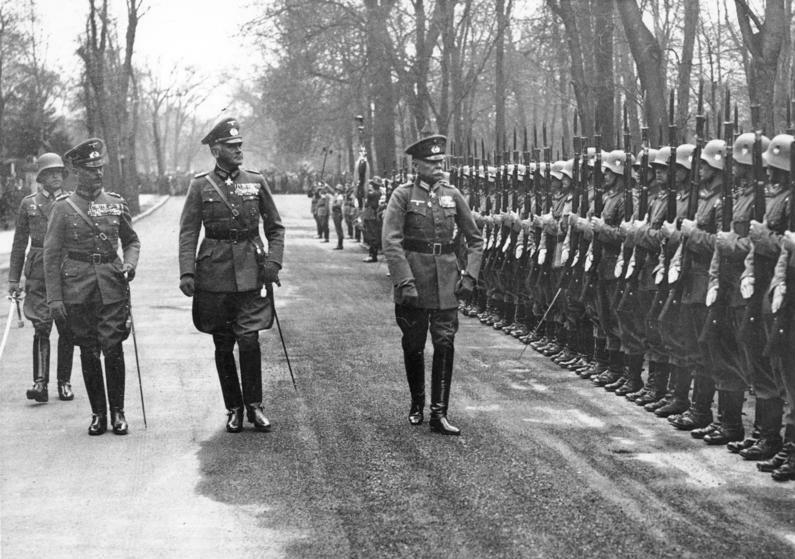
Generaloberst von Seeckt bei seiner Ernennung zum Chef des Infanterie-Regiments 67

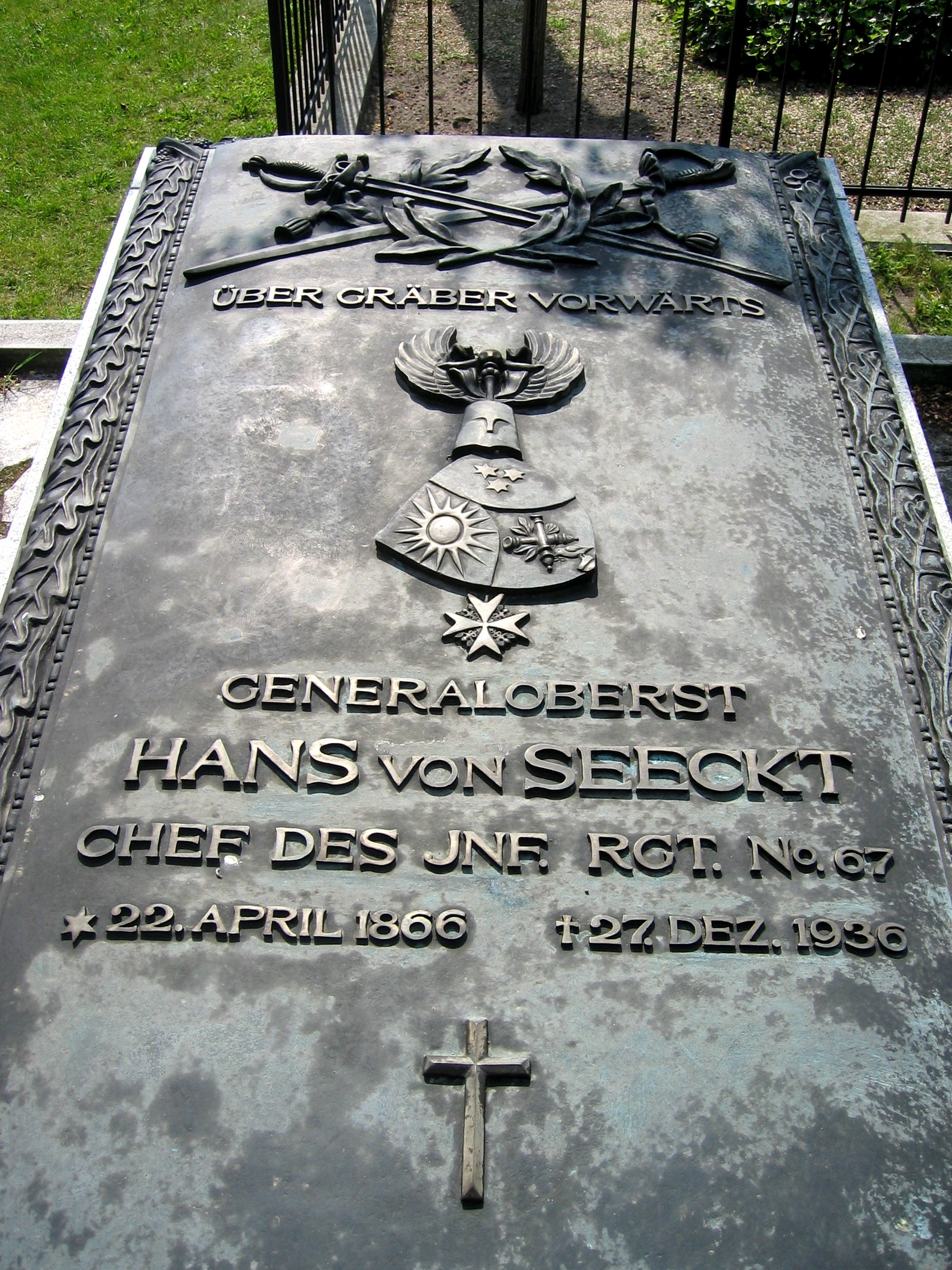
Grab auf dem Invalidenfriedhof

In den Jahren 1933 bis 1935 war Seeckt mehrere Male als Militärberater von General Chiang Kai-shek in der Republik China (s. a. Ausführungen im Artikel Chinesisch-Deutsche Kooperation (1911–1941)). Nach seiner Rückkehr nach Deutschland wurde er an seinem Geburtstag, dem 22. April 1936, Regimentschef des neu aufgestellten Infanterie-Regiments 67, das die Tradition seines Kaiser Alexander Garde-Grenadier-Regiments Nr. 1 fortführte. Seeckt starb am 27. Dezember 1936 im Alter von 70 Jahren in Berlin und wurde am 30. Dezember 1936 auf dem Invalidenfriedhof in Berlin beigesetzt.
Hans von Seeckt war seit 1893 verheiratet mit Dorothee von Seeckt, geborene Fabian.

## Auszeichnungen
- Pour le Mérite (14. Mai 1915)
- Eichenlaub zum Pour le Mérite (27. November 1915)
- Eisernes Kreuz (1914) II. und I. Klasse[19]
- Roter Adlerorden IV. Klasse mit Krone[19]
- Kronen-Orden III. Klasse[19]
- Preußisches Dienstauszeichnungskreuz[19]
- Komtur des Militär-Max-Joseph-Ordens[19]
- Bayerischer Militärverdienstorden II. Klasse[19]
- Ritterkreuz II. Klasse des Albrechts-Ordens mit Schwertern[19]
- Komtur des Ordens der Württembergischen Krone[19]
- Hessische Tapferkeitsmedaille[19]
- Hanseatenkreuz Hamburg[19]
- Mecklenburgisches Militärverdienstkreuz I. Klasse[19]
- Friedrich-August-Kreuz I. Klasse[19]
- Komtur I. Klasse des Herzoglich Sachsen-Ernestinischen Hausordens mit Schwertern[19]
- Komtur des K.u. Sankt-Stephans-Ordens[19]
- Österreichisch-kaiserlicher Leopold-Orden I. Klasse[19]
- Orden der Eisernen Krone I. Klasse mit der Kriegsdekoration[19]
- Österreichisches Militärverdienstkreuz II. Klasse mit der Kriegsdekoration[19]
- Stern zum Ehrenzeichen für Verdienste um das Österreichische Rote Kreuz[19]
- Goldene Imtiaz-Medaille[19]
- Osmanié-Orden I. Klasse mit Säbeln[19]
- Mecidiye-Orden I. Klasse mit Säbeln[19]
- Eiserner Halbmond[19]
- Bulgarischer Militärorden für Tapferkeit II. Klasse[19]
- Großkreuz des Bulgarischen Militärverdienstordens[19]

## Ehrungen
Auf dem früheren Exerzierplatz in Berlin-Wilhelmstadt im Bezirk Spandau wurde 1935 die Seeckt-Kaserne erbaut und die neue Straße 479 angelegt, die 1936 in Seecktstraße umbenannt wurde.

## Schriften
- Antikes Feldherrntum. Weidmann, Berlin 1929.
- Gedanken eines Soldaten. Verlag für Kulturpolitik, Berlin 1929.
- Die Zukunft des Reiches. Urteile und Forderungen. Verlag für Kulturpolitik, Berlin 1929.
- Landesverteidigung. Verlag für Kulturpolitik, Berlin 1930.
- Moltke. Ein Vorbild. Verlag für Kulturpolitik, Berlin 1931.
- Wege deutscher Außenpolitik. Quelle & Meyer, Leipzig 1931.
- Deutschland zwischen West und Ost. Hanseatische Verlagsanstalt Hamburg, 1933.